# Torre de defensa de la Masia de Can Cànoves
La Torre de defensa de la Masia de Can Cànoves és una obra de Pineda de Mar (Maresme) inclosa a l'Inventari del Patrimoni Arquitectònic de Catalunya.

## Descripció
Torre de planta quadrangular annexa a la masia de Can Cànoves. Consta de tres pisos, coberts amb voltes, i golfes. L'accés es fa des de l'interior de la casa, mitjançant el cos annex que uneix la torre i la masia, i una escala de cargol de pedra comunica les diferents plantes. Es fonamentada sobre la muntanya. Al primer pis de la façana principal es conserva una finestra gòtica esculpida. El parament és irregular excepte les llindes i brancals de les finestres i les pedres cantores que són carreus de pedra ben escairats.

## Història
La primera documentació escrita de la casa data del 1148. Durant l'Edat Mitjana només existia l'edifici de la masia però després dels atacs dels corsaris turcs de l'1 d'agost de 1545, es va edificar aquesta torre que servia d'amagatall i refugi; en cas de produir-se un atac, només calia enretirar els taulons de fusta que comunicaven la casa amb la torre, que esdevenia inaccessible.